# Emil Bizer
Emil Bizer (* 5. August 1881 in Pforzheim; † 9. März 1957 in Badenweiler) war ein deutscher Maler.

## Leben
Bizer absolvierte zunächst eine kaufmännische Lehre und hielt sich dann längere Zeit in Paris und London auf, wo er bereits zu malen begann. 1904 ließ er sich zunächst in Baden-Baden nieder. Dort und in Karlsruhe erfuhr er eine künstlerische Ausbildung. Seit 1911 stellte er regelmäßig aus. 1912 zog er nach Badenweiler im Markgräflerland, wo er seine künstlerische Heimat fand und bis zu seinem Tode lebte.
1946 wurde die zehn Jahre zuvor verbotene Secession wieder gegründet und Bizer wurde ihr Vorsitzender. 1949 wurde er als Professor an die Staatliche Kunstakademie Freiburg berufen.

## Werk
Bizer gilt als der Markgräfler Maler. Zunächst schuf er Radierungen, Lithografien und vor allem eindrucksvolle und expressive Holzschnitte. Ab Ende der 1920er Jahre wandte er sich dann verstärkt der Malerei zu. Er wurde Mitglied der Badischen Secession. Seine Formensprache brachte ihn in Gegensatz zum nationalsozialistischen Kunstbegriff. 1937 wurde in der Nazi-Aktion „Entartete Kunst“ 102 seiner Arbeiten aus der Städtischen Sammlung Freiburg/Breisgau und der Staatlichen Kunsthalle Karlsruhe beschlagnahmt und zerstört, die weitaus meisten aus der Freiburger Sammlung.
Bizers Thema waren überwiegend die Markgräfler Landschaft und ihre Menschen, die in der Landwirtschaft arbeiteten. Mit klaren reduzierten Formen und kräftigen Farben hatte er einen unverwechselbaren Stil. In Badenweiler war er befreundet mit den Schriftstellern Annette Kolb und René Schickele, die dort ebenfalls wohnten.
Der künstlerische Nachlass wird im Markgräfler Museum Müllheim im Blankenhorn-Palais in Müllheim im Markgräflerland betreut, weitere Werkkonvolute befinden sich in der Staatlichen Kunsthalle Karlsruhe, im Museums für Neue Kunst Freiburg, in der Galerie der Stadt Pforzheim und im Dreiländermuseum Lörrach, Einzelwerke auch im Metropolitan Museum of Modern Art, New York, im Städel-Museum Frankfurt am Main und in den Kunsthallen Mannheim und Baden-Baden.

## Auszeichnungen
- 1954: Hans-Thoma-Preis

## Ausstellung
- Markgräfler Museum Müllheim[4]